# Schachweltmeisterschaft der Frauen 1975

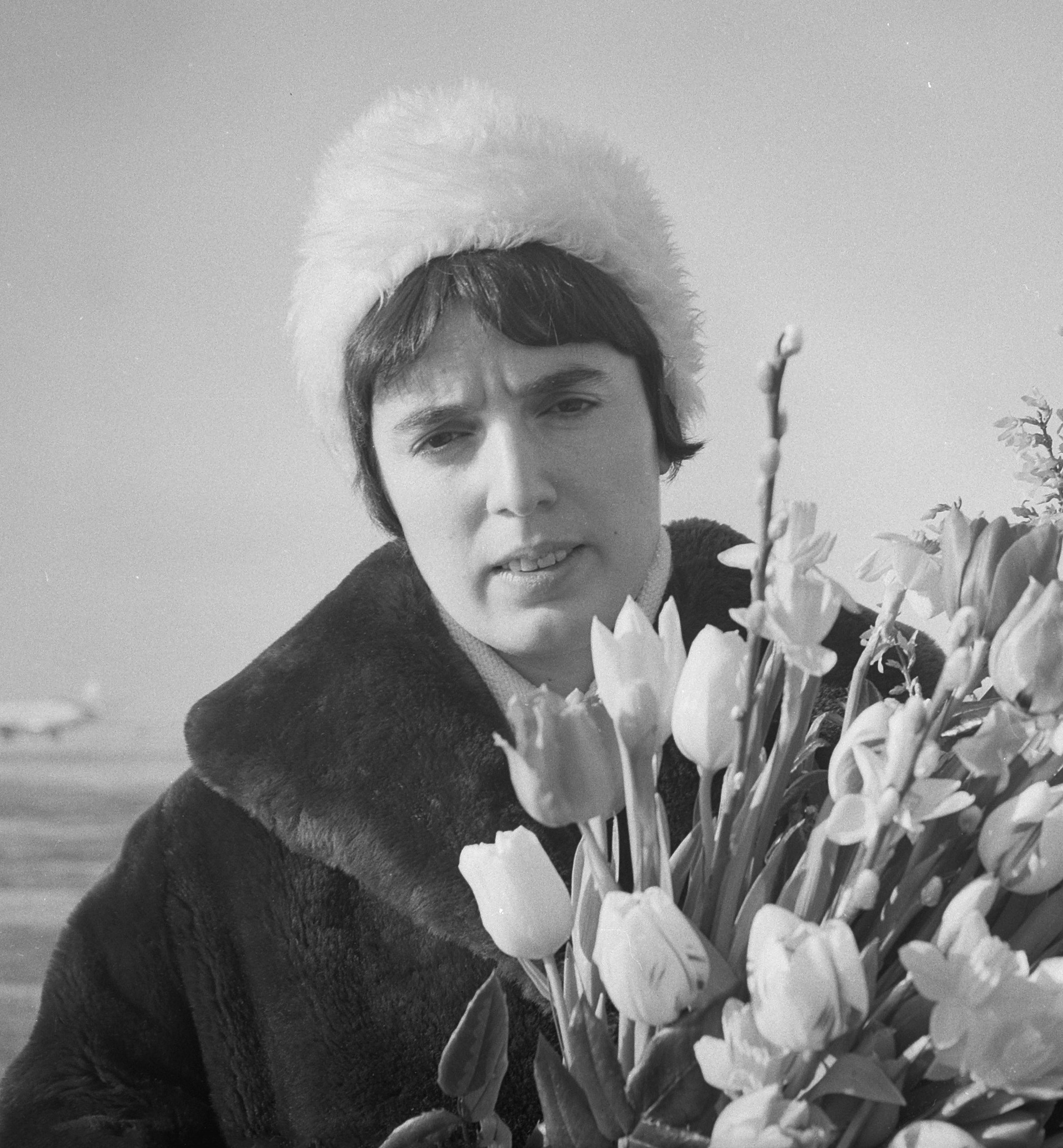
Nona Geprindasjwili (1963)

Bei der Schachweltmeisterschaft der Frauen 1975 verteidigte die georgische Weltmeisterin Nona Gaprindaschwili ihren Titel erfolgreich. Sie siegte gegen Nana Alexandria.

## Interzonenturnier
Zur Ermittlung der Teilnehmerinnen an den Kandidatenwettkämpfen wurde auf der Balearen-Insel Menorca das zweite Interzonenturnier der Damen ausgetragen. Daran beteiligten sich 20 Spielerinnen, die sich zuvor in regionalen Zonenturnieren qualifiziert hatten. Das Interzonenturnier sollte ursprünglich drei Kandidatinnen ermitteln. Schließlich wurden sogar vier Plätze vergeben, da die unterlegene WM-Finalistin von 1972 Alla Kuschnir nach ihrer Übersiedlung von der Sowjetunion nach Israel vorübergehend nicht an offiziellen Meisterschaften teilnehmen konnte.

## Kandidatenturnier
Das Kandidatenturnier wurde in Form von Matches ausgetragen.
Halbfinale Koslowskaja – Levitina, Mai / Juni 1974 in Kislowodsk
|                                  | 1 | 2 | 3 | 4 | 5 | 6 | 7 | 8 | 9 | 10 | 11 | 12 | Punkte |
| -------------------------------- | - | - | - | - | - | - | - | - | - | -- | -- | -- | ------ |
| Walentina Jakowlewna Koslowskaja | 1 | ½ | 0 | ½ | 1 | 0 | 1 | 0 | ½ | ½  | ½  | 0  | 5½     |
| Irina Levitina                   | 0 | ½ | 1 | ½ | 0 | 1 | 0 | 1 | ½ | ½  | ½  | 1  | 6½     |

Halbfinale Alexandria – Shul, Mai / Juni 1974 in Riga
|                 | 1 | 2 | 3 | 4 | 5 | 6 | 7 | 8 | Punkte |
| --------------- | - | - | - | - | - | - | - | - | ------ |
| Nana Alexandria | 1 | 1 | 0 | 0 | 1 | 1 | 1 | ½ | 5½     |
| Marta Shul      | 0 | 0 | 1 | 1 | 0 | 0 | 0 | ½ | 2½     |

Kandidatenfinale Alexandria – Lewitina, Februar / März 1975 in Moskau
|                 | 1 | 2 | 3 | 4 | 5 | 6 | 7 | 8 | 9 | 10 | 11 | 12 | 13 | 14 | 15 | 16 | 17 | Total |
| --------------- | - | - | - | - | - | - | - | - | - | -- | -- | -- | -- | -- | -- | -- | -- | ----- |
| Nana Alexandria | ½ | ½ | ½ | 0 | 1 | 0 | 1 | 1 | 0 | ½  | ½  | ½  | ½  | ½  | ½  | ½  | 1  | 9     |
| Irina Levitina  | ½ | ½ | ½ | 1 | 0 | 1 | 0 | 0 | 1 | ½  | ½  | ½  | ½  | ½  | ½  | ½  | 0  | 8     |

## Weltmeisterschaftskampf
Der Weltmeisterschaftskampf wurde vom 20. Oktober bis 1. Dezember 1975 in dem georgischen Schwarzmeerkurort Pizunda (Partien 1 bis 8) sowie in Tbilissi ausgetragen. Hauptschiedsrichter war Miroslav Filip aus der Tschechoslowakei. Weltmeisterin Nona Gaprindaschwili setzte sich deutlich durch und verteidigte ihren Tiel zum letzten Mal erfolgreich.
|                      | 1 | 2 | 3 | 4 | 5 | 6 | 7 | 8 | 9 | 10 | 11 | 12 | Total |
| -------------------- | - | - | - | - | - | - | - | - | - | -- | -- | -- | ----- |
| Nona Gaprindaschwili | 1 | 0 | 1 | 1 | ½ | 1 | 1 | 0 | 1 | 0  | 1  | 1  | 8½    |
| Nana Alexandria      | 0 | 1 | 0 | 0 | ½ | 0 | 0 | 1 | 0 | 1  | 0  | 0  | 3½    |